# Erebia de-fasciata
Erebia de-fasciata är en fjärilsart som beskrevs av Hoffmann 1950. Erebia de-fasciata ingår i släktet Erebia och familjen praktfjärilar. Inga underarter finns listade i Catalogue of Life.